# Lola Van Wagenen
Lola Van Wagenen (* 19. Dezember 1938 in Provo, Utah, Vereinigte Staaten) ist eine US-amerikanische Historikerin und Aktivistin. 1970 war sie Mitbegründerin von Consumer Action Now (CAN), einer gemeinnützigen Bildungsorganisation, und 1995 Mitbegründerin von Clio Visualizing History, Inc. zur Förderung der Geschichtsbildung.

## Leben
Van Wagenen wuchs in einer Mormonenfamilie auf, beschäftigte sich jedoch als Erwachsene mit anderen religiösen und philosophischen Anschauungen.
1958 heiratete sie den Schauspieler Robert Redford, den sie 1957 in Los Angeles kennengelernt hatte. Das Paar hatte vier Kinder, von denen eines im Säuglingsalter starb.  Die Ehe wurde 1985 geschieden.
Van Wagenen erhielt 1982 ihren Bachelor-Abschluss am Vermont College und 1984 ihren Master-Abschluss in Public History an der New York University (NYU), wo sie zehn Jahre später ihren Ph.D. in amerikanischer Geschichte abschloss.
Im Jahr 2002 heiratete sie George Burrill, den Gründer der internationalen Entwicklungsfirma ARD. Burrill ist Honorarkonsul von Neuseeland in Vermont. Er war US-Delegierter beim United States New Zealand Partnership Forum 2011, das in Christchurch stattfand, als ein verheerendes Erdbeben die Stadt erschütterte. Das Paar organisierte eine Spendenaktion, bei der über 70.000 US-Dollar für Erdbebenhilfsprogramme zusammenkamen.
Van Wagenen ist Mitglied des Auswahlkomitees der Robertson Scholars, das Stipendien an internationale Studenten der Duke University und der University of North Carolina vergibt. Gemeinsam  mit ihrem  Mann gründete sie 2012 den New American Scholarship Fund am Champlain College.
Seit den 1970er Jahren war Van Wagenen Mitglied bei verschiedenen wohltätigen Organisationen tätig, darunter Shelburne Farms, die Vermont Historical Society und die New York Women's Foundation. 1977 war sie Mitglied der Task Force für geeignete Technologie beim US-amerikanischen Office of Technology Assessment. 1979 war sie Mitglied der Nationalen Kommission für das Internationale Jahr des Kindes.

## Wirken als Produzentin
Van Wagenen war ausführende Produzentin mehrerer Filme, darunter Miss America: A Documentary Film, ausgestrahlt in der PBS-Serie American Experience im Januar 2002, und The State of Marriage, veröffentlicht im Jahr 2015.
Nach ihrem Abschluss als Ph.D. in amerikanischer Geschichte im Jahr 1995 gründete sie zusammen mit der Historikerin Jeanne Houck Clio Visualizing History, Inc. mit dem Ziel, einem breiten Publikum die amerikanische Geschichte näherzubringen. Sie war ausführende Produzentin des Dokumentarfilms Miss America: A Documentary Film (PBS American Experience), für den sie Fördermittel erhielt.Clio bot auch Forschungs- und Produktionsdienstleistungen für Kunden wie McGraw-Hill, The Asia Society und City Lore an. Zu den Produktionen gehörten CD-ROMs als Begleitmaterial zu Lehrbüchern, webbasierte interaktive Materialien und ein interaktiver Kiosk.
Nachdem Jeanne Houck die Organisation 2003 verlassen hatte, reorganisierte Van Wagenen Clios Unternehmensstruktur und wandelte sie in eine gemeinnützige Bildungsorganisation um. Clios aktuelle Projekte bieten mehr Videos und interaktive Elemente. „Lowell Thomas und Lawrence von Arabien: Eine Legende schaffen, Geschichte schreiben“ war eine Zusammenarbeit zwischen Van Wagenen und dem Filmemacher Rick Moulton. Die Ausstellung zeigte Archivfotos, Audioclips und einen Kurzfilm und präsentierte verschiedene Perspektiven auf den Journalisten Lowell Thomas und den Militäroffizier T. E. Lawrence. Schwerpunkte in Van Wagenens Projekten bilden auch  individuellen Errungenschaften von Frauen im Zeitraum von den 1940er-Jahren bis heute.
Neben ihrer Tätigkeit als Regisseurin ihrer Online-Projekte fungierte Van Wagenen als ausführende Produzentin von zwei Filmen: Lowell Thomas: The American Storyteller von Rick Moulton (in Produktion) und The State of Marriage von Jeff Kaufman (veröffentlicht 2015).

## Aktivismus
Im Jahr 1970 war Van Wagenen unter dem Namen Lola Redford Mitbegründerin von Consumer Action Now (CAN), einer gemeinnützigen Bildungsorganisation in New York City, und fungierte zehn Jahre lang als Co-Vorsitzende. CAN etablierte eine Vielzahl verbraucherorientierter Umweltbildungsprogramme, die den Verbrauchern aufzeigen sollten, welche Auswirkungen ihr Kaufverhalten auf die Umwelt hat. Für die Ziele von CAN setzte sie sich mehr als ein Jahrzehnt aktiv in der Öffentlichkeit ein, trat als Rednerin sowie in nationalen Fernsehshows auf.  1972 organisierte sie das Environmental Action Forum, ein Treffen für Verbraucher- und Umweltaktivisten, außerdem organisierte sie den politischen Aktionsrat von CAN, der sich für die Verabschiedung des Toxic Substances Control Act und des Resource Conservation and Recovery Act (beide 1976 verabschiedet) einsetzte.
Von 1975 bis 1977 entwickelte Van Wagenen den Sun Fund als Instrument zur Sensibilisierung für Energieeinsparung und alternative Energiequellen. Das Projekt umfasste die Solar Energy Slide Show, die die Grundlage für The Solar Film bildete, der 1980 für den Oscar als bester Live-Action-Kurzfilm nominiert wurde.
1978 organisierte sie den SunDay in New York, eine dreitägige, im ganzen Land im Fernsehen übertragene Bildungs- und Umweltveranstaltung, die mit einer Sonnenaufgangszeremonie bei den Vereinten Nationen begann und Veranstaltungen umfasste, die vom New York Institute of Technology und der US Small Business Administration gesponsert wurden.
In den Jahren 1979 und 1980 organisierte Van Wagenen das Women's Energy Education Project und veröffentlichte in Abstimmung mit dem US-Ministerium für Wohnungsbau und Stadtentwicklung sowie dem US-Energieministerium die Bücher Women Tapping a New Resource for Energy, Women's Energy Handbook und Women's Energy Toolkit.
1979 erhielt sie vom Pratt Institute eine Ehrendoktorwürde in Naturwissenschaften für ihre Förderung der Energieeinsparung und der verstärkten Nutzung erneuerbarer Energiequellen.

## Ehrungen
- 1979: Ehrendoktorwürde vom Pratt Institute
- 2012: Distinguished Alumni/Alumnae Achievement Award der Graduate School of Arts and Sciences der New York University

## Schriften (Auswahl)
- Sister-Wives and Suffragists: Polygamy and the Politics of Woman Suffrage 1870–1896. Dissertation New York University 1994, Provo (Utah) 2003, OCLC 52262953[6]
- In Their Own Behalf: The Politicization of Mormon Women and the 1870 Franchise. In: Dialogue: A Journal of Mormon Thougt, 1991, doi:10.2307/45227864

## Filmografie

### Produktion
- 2002: American Experience (Fernsehserie, 1 Folge)
- 2015: The Stage of Marriage

### Auftritte im Fernsehen
- 1975: The Mike Douglas Show (Fernsehserie, 1 Folge)
- 1973–1975: Today (Fernsehserie, 2 Folgen)
- 1979: The Bob Braun Show (Fernsehserie, 1 Folge)